# Forget (Saskatchewan)
Forget es un pueblo canadiense situado en la provincia de Saskatchewan.

## Superficie
Forget tiene una superficie de 1,37 km².

## Demografía
En 2021, tenía 35 habitantes, una densidad poblacional de 25,5 hab./km², y 22 viviendas.